# Kuheuterpflanze
Die Kuheuterpflanze, Zitzenförmiger Nachtschatten oder Nippelpflanze (Solanum mammosum) ist eine Pflanzenart aus der Untergattung Leptostemonum der Gattung der Nachtschatten (Solanum). Sie wächst in tropischen Gebieten, ihre ursprüngliche Heimat liegt im nördlichen Südamerika und eventuell auch auf den Karibischen Inseln. Wegen ihrer außergewöhnlich geformten Früchte wird sie gelegentlich als Zierpflanze gezogen.

## Beschreibung

### Vegetative Merkmale

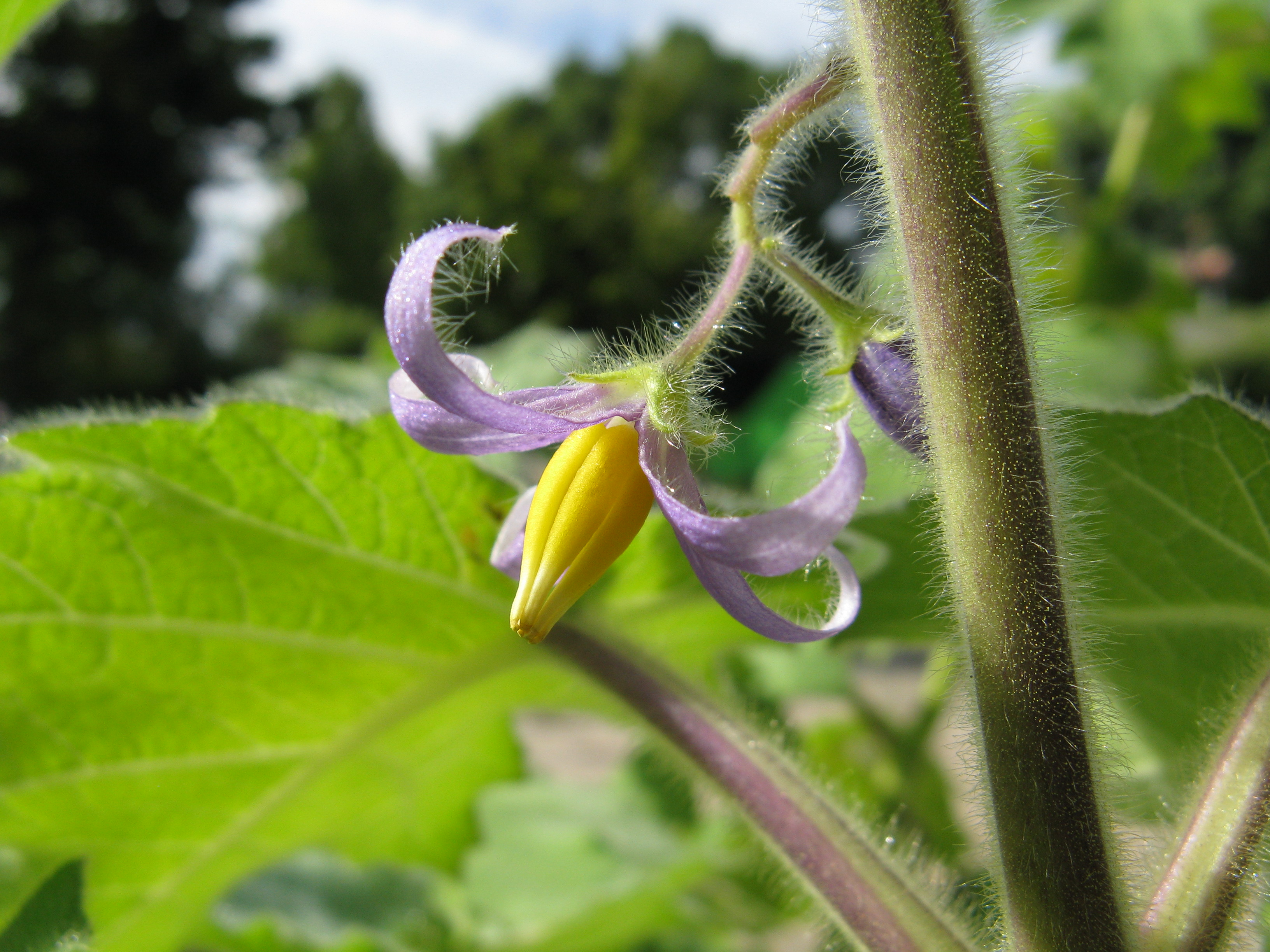
Blüte von Solanum mammosum

Die Kuheuterpflanze ist ein 0,5 bis 2 m hoher Strauch, dessen Sprossachse bereits kurz oberhalb der Basis verzweigt und oftmals bereits blüht, solange er noch krautig ist. Die grüne oder violett getönte Sprossachse hat an der Basis einen Durchmesser von bis zu 4 cm und einen drehrunden Querschnitt. Die Bewehrung des Sprosses besteht aus wenigen bis vielen, spitzen, gerade oder meist gebogenen Stacheln, die meist länger als 5 mm sind und bis zu 20 mm lang werden können. Die Stachelbasis ist stark vergrößert und eingedrückt, sie kann bis zu 10 mm lang sein. Die Stacheln sind mit feinen, gestielt-drüsigen, sowie mit einfachen, aber kürzeren Haaren als am Spross besetzt. Nur selten sind die Pflanzen unbewehrt. Die sympodialen Einheiten besitzen zwei Blätter, die für gewöhnlich gegenständig stehen.
Die Blätter sind einfach; wenn sie gegenständig stehen, hat eines der beiden in etwa die doppelte Größe des anderen; die größeren Blätter haben eine Größe von 8 bis 17 × 9 bis 20 cm. Die Blätter sind beinahe rund und relativ dünn. Die Blattbasis ist herzförmig, die Blattspitze stark zugespitzt. Der Blattrand ist zu einem Viertel bis zur Hälfte gelappt und teilt das Blatt in meistens zwei Paar Blattlappen, die Lappen selbst sind zusätzlich mit zugespitzten, dreieckigen Lappen oder groben Zähnen versehen. Sowohl die Blattober- und Blattunterseite, als auch die Blattstiele sind mit geraden, abstehenden Stacheln besetzt. Die größten Stacheln stehen an den Blattstielen und den Hauptadern der Blätter, diese sind 0,5 bis 2,5 cm lang, die Basis ist bis zu 0,5 mm breit. Auf den schwächeren Adern stehen nur noch sehr feine Stacheln. Die Blattstiele der größeren Blätter sind 5 bis 12 cm lang.
Sowohl Sprossachse als auch die Blätter sind mit Trichomen besetzt. An der Sprossachse und den Blättern finden sich zum einen einfache, drei- bis fünfzellige, durchscheinende Trichome, die an der Sprossachse 2 bis 3,2 mm und auf den Blättern 1,4 bis 1,8 mm lang sind. Weiterhin finden sich drüsige Trichome, die eine an der Sprossachse eine Länge von etwa 0,2 mm und an den Blättern 0,2 bis 0,5 mm erreichen. Die Behaarung der Blattstiele gleicht der der Sprossachse. Auf der Blattunterseite befinden sich zudem noch aufsitzende, drei- bis siebenstrahlige sternförmige Trichome, deren untere Strahlen 0,15 bis 0,6 mm lang sind und in etwa im 45° Winkel stehen. Der mittlere Strahl ist verlängert, meist dreizellig und 1,2 bis 2,2 mm lang.

### Blütenstände und Blüten
Die aufsitzenden Blütenstände stehen außerhalb der Blattachseln (Konkauleszenz), sind unverzweigt und bestehen aus zwei bis zehn Blüten. Die Knospen sind zunächst hellviolett, während des Wachstums nehmen sie anfangs eine sehr deutlich kegelartige Form an, die von der Mitte bis zur Spitze der Knospe reicht. Die Pflanzen sind andromonözisch, da von den Blüten eines Blütenstandes meist nur die unterste zwittrig fertil ist, die anderen Blüten sind rein männlich fertil. Nur gelegentlich werden auch zwei, in Ausnahmefällen bis zu fünf Früchte je Blütenstand gebildet. Die Behaarung der Blütenstandsachsen ähnelt der des Stammes. Die Blütenstandsachsen sind unbewehrt oder mit wenigen, kleinen, geraden, nadelförmigen Stacheln besetzt, die kürzer als 5 mm sind. Blütenstandstiele werden nicht ausgebildet. Die Hauptachse des Blütenstandes wird bis zu 2 cm lang, die Blütenstiele sind während der Blühphase 10 bis 20 mm lang, die der fertilen Blüten biegen sich bald zurück.
Die Blüten haben einen 5 bis 8 mm langen Kelch, dessen Röhre 1 bis 1,5 mm und dessen Kelchzipfel 3 bis 5,3 mm lang sind. Der Kelch ist an der Basis 1 bis 2 mm breit, eng lanzettlich, fast linealisch geformt. Er ist mit zwei- bis fünfzelligen, einfachen, durchscheinenden Haaren von bis zu 2,5 mm Länge und deutlich kürzeren ein- bis zweizelligen Haaren von etwa 1,2 bis 1,6 mm Länge besetzt. Er ist unbewehrt oder mit einigen wenigen, nadelförmigen Stacheln mit weniger als 5 mm Länge besetzt. Die blau-violette Krone hat einen Durchmesser von 1 bis 2 cm und ist sternenförmig. Die Kronblätter sind relativ dünn, die Kronröhre ist 3 bis 4 mm lang, die Kronzipfel sind schmal dreieckig und haben eine Größe von 13 bis 15 × 2 bis 3 mm. Die Außenseite der Krone ist abstehend fein behaart, die Trichome sind drei- bis sechszellige, einfache, durchscheinende Haare mit 0,8 bis 3,2 mm Länge, sowie drüsige mit ein- bis zweizelligen Köpfen und einer Länge von bis zu 0,4 mm.
Die Staubblätter besitzen relativ kräftige Staubfäden mit einer Länge von 1 bis 1,2 mm. Die Staubbeutel sind 8 bis 12,5 mm lang, an der Basis 2 bis 2,2 breit. Die Spitzen sind eingeengt und etwas gebogen. Der Pollen wird durch kleine Poren an der Spitze der Staubbeutel abgegeben. Der Fruchtknoten ist mit feinen, gestielten Drüsen besetzt, die etwa 0,05 mm lang sind. In sterilen Blüten ist ein rudimentärer Griffel mit einer Länge von etwa 1,2 bis 2,0 mm ausgebildet, fertile Griffel haben eine Länge von 12 mm und sind 0,5 mm breit. Sie stehen etwa 2,2 mm über die Staubbeutel hinaus. Die sich plötzlich verbreiternde Narbe ist 0,8 mm breit und 0,4 mm lang, köpfchenförmig und leicht zweilappig. Zur Art der Bestäuber liegen in der zitierten Literatur keine Angaben vor.

### Früchte und Samen

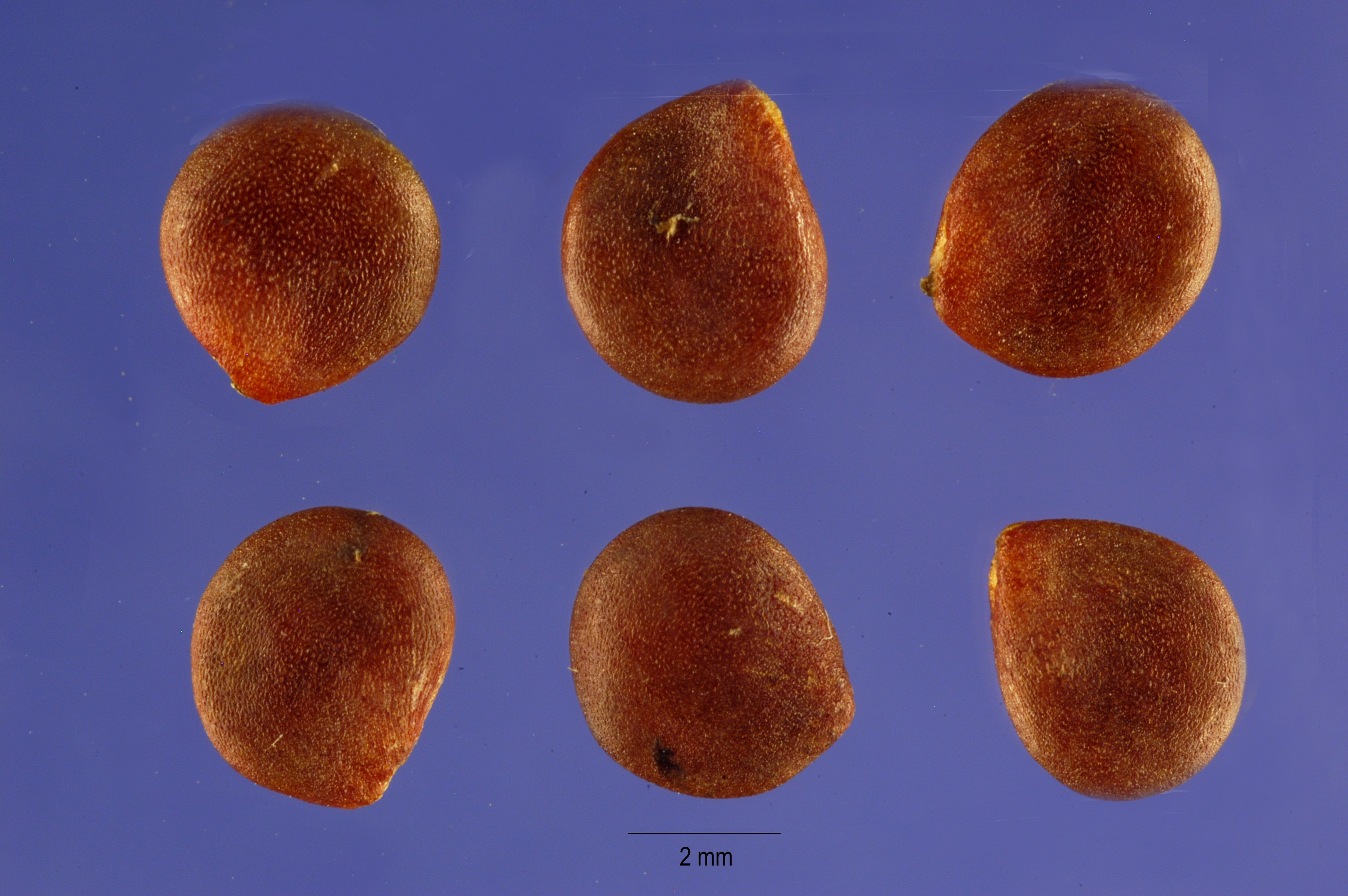
Samen von Solanum mammosum

Die Blütenstiele sind zur Fruchtreife auf 15 bis 30 mm verlängert, biegen sich um die Sprossachse, so dass die Frucht nahezu senkrecht und fast aufsitzend auf dem Spross steht. Der Kelch vergrößert sich zunächst, so dass er an der Basis eine Größe von 10 × 4 mm hat, später zusammenschrumpft und normalerweise unregelmäßig von der reifen oder alternden Frucht abfällt.
Die Früchte sind Beeren mit einem Durchmesser von 3,5 bis 5,5 cm, gelegentlich sind sie kugelförmig oder eingedrückt-kugelförmig, für gewöhnlich verengt sich die Frucht zu einem zylindrischen zugespitzten „Nippel“ mit einer Größe von bis zu 2 × 2,5 cm. Inklusive dieses Nippels an der Spitze ist die Frucht dann 4 bis 8 cm lang. Damit gehört die Frucht zu den größten Früchten innerhalb der Gattung der Nachtschatten. Oft bilden sich an der Basis fünf (oder selten weniger, bis hin zu nur einem) zylindrische oder eiförmige Anhänge mit einem Durchmesser von bis zu 2 mm und einer Länge von bis zu 3 cm aus. Diese Anhänge entstehen aus zunächst weißlichen, fingerartigen Fortsätzen, die schon vor der Blüte aus dem Fruchtknoten entspringen und zwischen den Staubblättern stehen. Sie werden jedoch erst ausgebildet, nachdem Staubblätter und Stempel relativ weit ausgebildet sind, erste Ansätze sind zu erkennen, wenn die Knospe 2,5 bis 3,0 mm lang ist. Kurz vor der Blüte wird auf den Spitzen dieser Fortsätze eine griffelartige Struktur gebildet, die jedoch nach der Bestäubung des eigentlichen Fruchtblattes verwelkt und abfällt. Der verbleibende Teil der Fortsätze vergrößert sich weiter mit der Ausbildung der restlichen Frucht, dabei biegen sie sich mehr und mehr zurück, dies kann jedoch sehr unterschiedlich stark ausfallen. Bei Fruchtreife sind die „Nippel“ dann zwischen 10° und 150° zurückgebogen.
Nach der Bestäubung sind die unreifen Früchte zunächst weißlich gelb-grün, nehmen jedoch während der Entwicklung ein dunkleres Grün an. Reife Früchte sind inklusive der „Nippel“ leuchtend gelb oder orange-gelb, werden im Alter dunkler und dumpf-orange bis braun. Reife Früchte können unter idealen Bedingungen lange Zeit an der Pflanze bestehen bleiben. Das Exokarp ist glänzend, zäh und unbehaart, das Mesokarp ist schwammig, weiß und etwa 7 mm dick. Aus dem zunächst zweikammerigen Fruchtknoten entwickelt sich durch Auflösung der oberen axialen Plazentation eine einkammerige Beere. Dadurch entsteht ein Hohlraum von etwa 2,5 cm Durchmesser, in dem sich, eingebettet in ein leicht grünliches Fruchtfleisch, die Samen befinden. Diese sind 3 bis 3,5 × 4 bis 4,5 mm groß, 1 mm dick, beinahe kreisförmig, flach, gelblich braun oder braun. Die Oberfläche ist feingrubig und fast glatt. Nach etwa drei Monaten beginnt die Frucht einzutrocknen, unabhängig davon, ob sich die Frucht noch an der Pflanze befindet oder nicht. Die Samen sind etwa sechs Monate lang fruchtbar.

### Sonstige Merkmale
Die Chromosomenzahl der Kuheuterpflanze beträgt {\displaystyle 2n=22}, was innerhalb der Gattung der Nachtschatten (Solanum) nur noch von der eng verwandten Solanum platense bekannt ist. Vor allem die Früchte der Pflanze sind giftig. So wurden in der Pflanze verschiedene Steroidalkaloide nachgewiesen, zu den wichtigsten Stereoidalkaloiden gehören Solasodin, β-Solamargin und Solamargin. Während bei Untersuchungen der Früchte der Solasodingehalt 0,2 bis 1,2 % der Trockenmasse ausmachte, konnten in den Blättern keine Stereoidalkaloide festgestellt werden. Zudem wurden in den Früchten das Sapogenin Diosgenin sowie Phytosterole nachgewiesen.

## Verbreitung und Standorte
Die Art ist ausschließlich auf tropische Gebiete begrenzt, heimisch ist sie im nördlichen Südamerika und möglicherweise auf den Karibischen Inseln. Sie ist häufig zu finden auf den Karibischen Inseln, in Mittelamerika zwischen dem südlichen Mexiko bis nach Panama sowie in einem Bogen, der vom nordwestlichen Bolivien um das Amazonasbecken bis nach Guyana reicht. Im Amazonasbecken und an der Ostküste Brasiliens ist die Art nur selten und sporadisch zu finden. In einigen anderen Gebieten ist sie gelegentlich als eingeführte Pflanze zu finden, dabei recht selten in Afrika, häufiger im Gebiet der Ostindischen Inseln.
Die Kuheuterpflanze wächst als Bestandteil der Ruderalflora auf Weideland, an Straßenrändern, Müllhalden und auf Kulturland. Die Art bevorzugt warmes tropisches Klima mit zumindest zeitweise starken Niederschlägen. Meist ist sie zwischen Meereshöhe und Höhenlagen bis 100 m zu finden, jedoch kann sie auch in Höhenlagen bis 1800 m wachsen. Blüten und Früchte werden das ganze Jahr hindurch gebildet, ohne dass sich dabei ein Trend erkennen lässt.
Es wird angenommen, dass sich auf dem amerikanischen Kontinent die Art schon früh durch Menschen verbreitet hat, die die Giftigkeit der Früchte erkannten und sich diese zu Nutzen machten. Da die Pflanze gut an Müllplätzen und ähnlichen Standorten wächst, konnte sie sich als Kulturfolger weit verbreiten. Ob die evolutionäre Ausbildung der „Nippel“ vor oder nach dieser Verbreitung stattfand, kann nicht mit Bestimmtheit gesagt werden.

## Systematik
Die Art Solanum mammosum wird in die Untergattung Leptostemonum der Gattung der Nachtschatten (Solanum) eingeordnet. In den verschiedenen systematischen Einteilungen der Untergattung wird die Art auch von unterschiedlichen Autoren relativ ähnlich eingeordnet, so wird sie von Rachel Levin et al. (2006) in die Sektion Acanthophora eingeordnet, die in etwa der Solanum mammosum-Gruppe von Michael Whalen (1984) entspricht. In der kladistischen Darstellung der Untergattung von Michael Nee (1991, 1999) wird die Art in die Acanthophora-Klade eingeordnet. Innerhalb dieser Klade ist die Art benachbart zu Solanum palinacanthum.

## Verwendung
Aufgrund der auffälligen Früchte werden Kuheuterpflanzen gelegentlich als Zierpflanze gezogen. Dabei kam es unter anderem auch zu einer Selektion von Pflanzen, die weniger stark mit Stacheln bewehrt sind.
Guatemaltekische Männer, die jeden Januar von den traditionellen Pilgerfahrten nach Esquipulas zurückkehrten, hatten oftmals Stränge der Tillandsia usneoides, in die die leuchtend gelben Früchte der Kuheuterpflanze eingeflochten waren, an den Hüten. Diese Tradition ist wahrscheinlich auf ein altes indianisches Fruchtbarkeitsritual zurückzuführen.
Nach Berichten aus Peru werden die Pflanzen kultiviert, um die giftigen Früchte als Rattengift zu verwenden. In Venezuela sollen die Früchte gegen Kakerlaken und als Gift, um Fische zu fangen eingesetzt worden sein, medizinische Anwendungen wurden aus Honduras (gegen Erkältung) und aus Panama (gegen Madenbefall) berichtet.